# Erginulus triangularis
Erginulus triangularis is een hooiwagen uit de familie Cosmetidae.